# Eva Boto

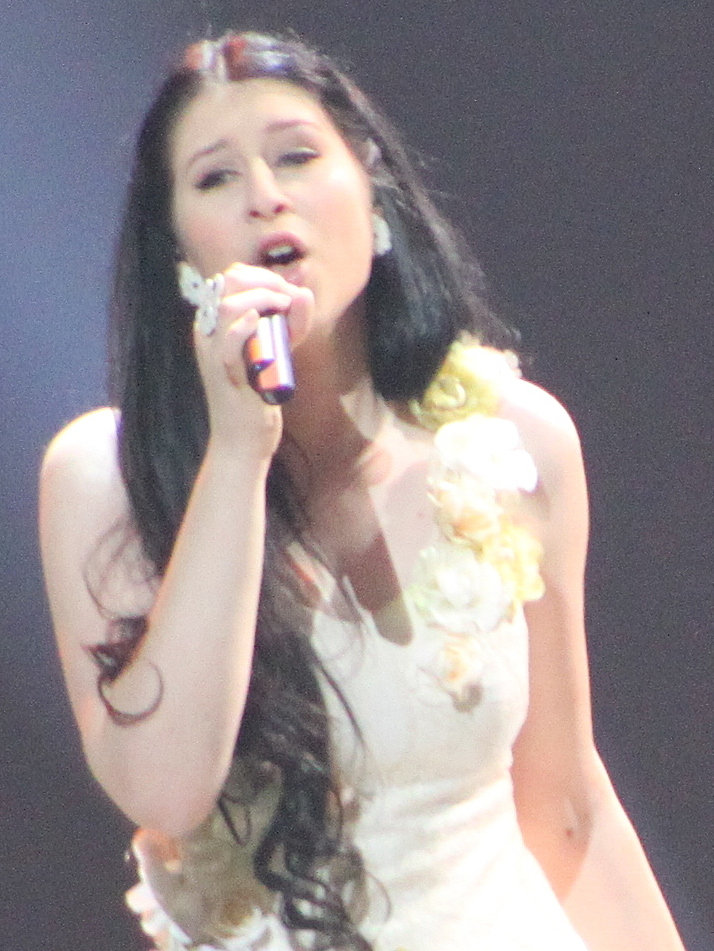
Eva Boto (2012)

Eva Boto (* 1. Dezember 1995 in Dravograd) ist eine slowenische Popsängerin.

## Leben und Wirken
Sie konnte sich bei der slowenischen Vorentscheidungsshow, der erstmals ausgestrahlten Castingshow Misija Evrovizija, gegen 31 weitere Kandidaten, zuletzt gegen die Zwillinge Nika & Eva Prusnik, durchsetzen und gewann mit dem Titel Verjamem. Sie durfte daher ihr Land beim Eurovision Song Contest 2012 im zweiten Halbfinale vertreten. Nach Auswertung der Televoting-Ergebnisse konnte sie sich allerdings nicht für das zwei Tage später stattfindende Finale qualifizieren.